# Trans'Cove
Trans'Cove est le nom du réseau de transport en commun de la Communauté d'agglomération Ventoux-Comtat Venaissin, comportant 11 lignes reliant les communes de la communauté à Carpentras, depuis septembre 2008, en correspondance avec les TER de la gare SNCF. Le réseau est géré, depuis septembre 2014, par Sud-est mobilités, filiale de Transdev.

## Historique
Depuis 2008, les bus du réseau Transcove permettent de relier toutes les communes du territoire jusqu’à Carpentras. Avec près d’un million de passagers transportés pour l’année 2017 et un peu plus d’1 million 300 000 kilomètres parcourus, sur onze lignes le réseau reste en perpétuelle évolution pour s’adapter aux impératifs écologiques et financiers mais aussi, et surtout, pour répondre aux demandes des habitants.
Cette mesure ne concerne cependant pas le centre ancien de Carpentras qui, lui, s’inscrit dans un dispositif Opah-Renouvellement urbain dans le cadre de l’opération Action Cœur de ville où figurent également Avignon et Cavaillon. Pour la Cove, cette seconde Opah initié en janvier 2019 vise à participer financièrement à la réhabilitation de logements anciens à condition que les propriétaires s’engagent à les occuper ou à les louer à des tarifs conventionnés permettant leur accès aux revenus modestes.

## Lignes du réseau

### Présentation
Le réseau de transport urbain Trans'CoVe est un service de transport en commun sur la commune de Carpentras.

### Lignes urbaines
Le réseau comprend 11 lignes :
| Ligne | Caractéristiques | Caractéristiques                                                                                    | Caractéristiques                                                                                    | Caractéristiques                                                                                    | Caractéristiques                                                                                    | Caractéristiques                                                                                    | Caractéristiques                                                                                    | Caractéristiques                                                                                    | Caractéristiques                                                                                    |
| A     | Carpentras — Pôle Santé ⥋ Carpentras — Serres ou Beaumes-de-Venise — Place du Marché | Carpentras — Pôle Santé ⥋ Carpentras — Serres ou Beaumes-de-Venise — Place du Marché                | Carpentras — Pôle Santé ⥋ Carpentras — Serres ou Beaumes-de-Venise — Place du Marché                | Carpentras — Pôle Santé ⥋ Carpentras — Serres ou Beaumes-de-Venise — Place du Marché                | Carpentras — Pôle Santé ⥋ Carpentras — Serres ou Beaumes-de-Venise — Place du Marché                | Carpentras — Pôle Santé ⥋ Carpentras — Serres ou Beaumes-de-Venise — Place du Marché                | Carpentras — Pôle Santé ⥋ Carpentras — Serres ou Beaumes-de-Venise — Place du Marché                | Carpentras — Pôle Santé ⥋ Carpentras — Serres ou Beaumes-de-Venise — Place du Marché                | Carpentras — Pôle Santé ⥋ Carpentras — Serres ou Beaumes-de-Venise — Place du Marché                |
| ----- | --- | --------------------------------------------------------------------------------------------------- | --------------------------------------------------------------------------------------------------- | --------------------------------------------------------------------------------------------------- | --------------------------------------------------------------------------------------------------- | --------------------------------------------------------------------------------------------------- | --------------------------------------------------------------------------------------------------- | --------------------------------------------------------------------------------------------------- | --------------------------------------------------------------------------------------------------- |
| A     | Ouverture / Fermeture 3 Janvier 2015 / — | Longueur —                                                                                          | Durée 13 à 42 min                                                                                   | Nb. d’arrêts 50                                                                                     | Matériel Standards Midibus                                                                          | Jours de fonctionnement L, Ma, Me, J, V, S                                                          | Jour / Soir / Nuit / Fêtes O / N / N / N                                                            | Voy. / an —                                                                                         | Exploitant Trans'Comtat                                                                             |
| A     | Desserte : - Villes et lieux desservis : Carpentras (Hôpital de Carpentras, Le Moulin, Place Terradou, Centre-Ville, Cité Scolaire Jean Henri Fabre, Collège F. Raspail, Hameau de Serres, Terre Blanche), Aubignan (Baumajour, Zone Artisanale, Centre-Ville), Beaumes-de-Venise (Saint Roch, Centre-Ville, Place du Marché). - Gare et station desservies : | | | | | | | | |
| A     | Autre : - Amplitudes horaires : La ligne circule du lundi au samedi de 6h15 à 19h45. - Particularités : La ligne est subdivisée en trois circuits différents : Ligne A1 : Carpentras - Beaumes de Venise Ligne A2 : Carpentras - Hameau de Serres Ligne A3 : Carpentras Intrmuros - Date de dernière mise à jour : 12 août 2019.                              | | | | | | | | |

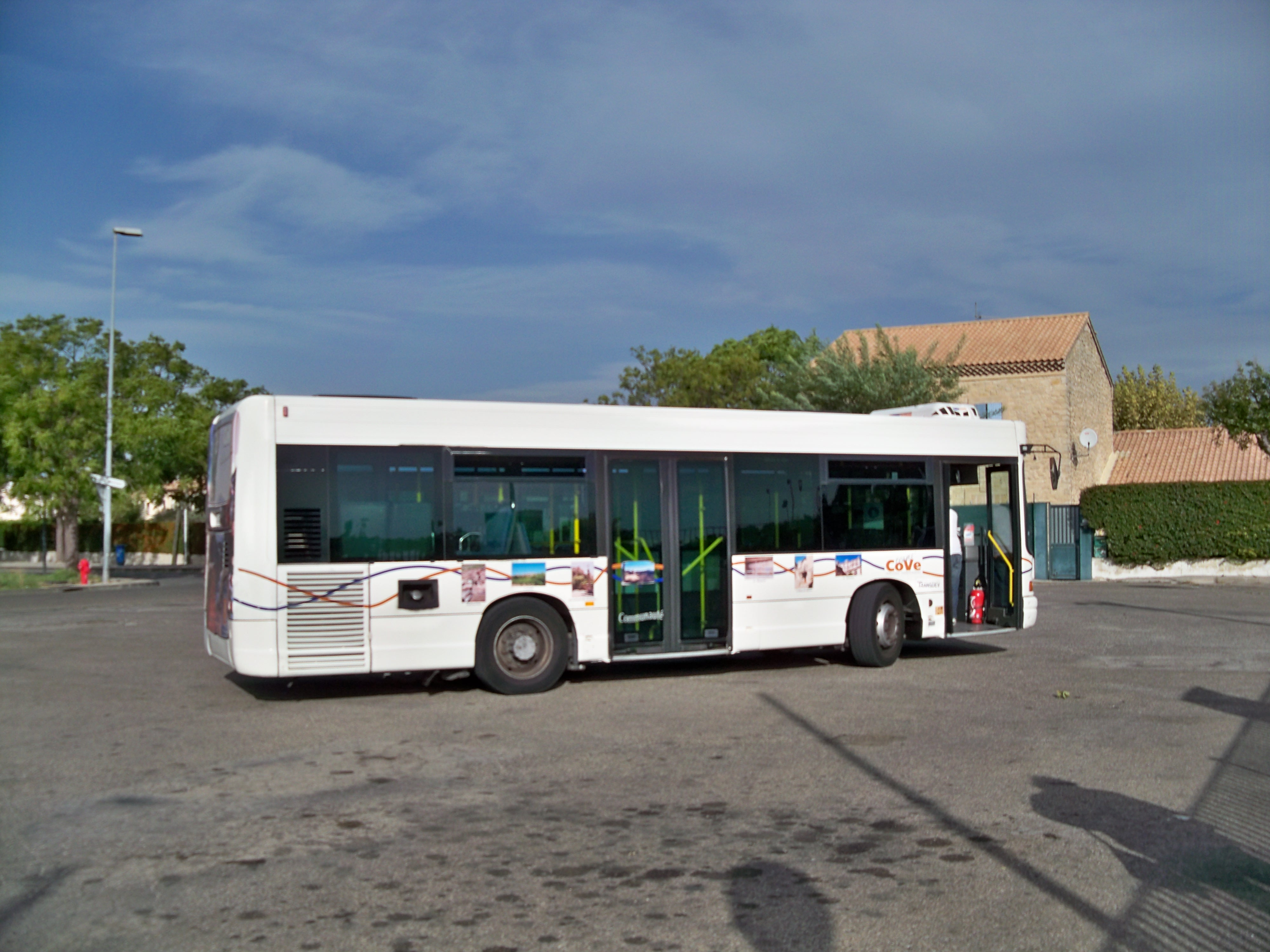
Carpentras - navette marché, près du complexe sportif

| A     | Dernière actualisation : — | | | | | | | | |
| B     | Carpentras — Place Terradou ⥋ Mazan — Malpassé | Carpentras — Place Terradou ⥋ Mazan — Malpassé                                                      | Carpentras — Place Terradou ⥋ Mazan — Malpassé                                                      | Carpentras — Place Terradou ⥋ Mazan — Malpassé                                                      | Carpentras — Place Terradou ⥋ Mazan — Malpassé                                                      | Carpentras — Place Terradou ⥋ Mazan — Malpassé                                                      | Carpentras — Place Terradou ⥋ Mazan — Malpassé                                                      | Carpentras — Place Terradou ⥋ Mazan — Malpassé                                                      | Carpentras — Place Terradou ⥋ Mazan — Malpassé                                                      |
| B     | Ouverture / Fermeture 3 Janvier 2015 / — | Longueur —                                                                                          | Durée 23 ou 30 min                                                                                  | Nb. d’arrêts 18 ou 27                                                                               | Matériel Standards Midibus                                                                          | Jours de fonctionnement L, Ma, Me, J, V, S                                                          | Jour / Soir / Nuit / Fêtes O / N / N / N                                                            | Voy. / an —                                                                                         | Exploitant Trans'Comtat                                                                             |
| B     | Desserte : - Villes et lieux desservis : Carpentras (Place Terradou, Centre-Ville, Cove), Mazan (Saint Ambroise, Collège Malraux, Centre-Ville, Mairie, Les Garrigues, Saint Donat). - Gare et station desservies : | | | | | | | | |
| B     | Autre : - Amplitudes horaires : La ligne circule du lundi au vendredi de 6h10 à 19h20 et le samedi de 6h50 à 18h50. - Particularités : A certains horaires, la ligne est limitée à l'arrêt La Condamine à Mazan, et n'effectue pas la boucle de Saint Donat. - Date de dernière mise à jour : 12 août 2019.                                                   | | | | | | | | |
| B     | Dernière actualisation : — | | | | | | | | |
| C     | Carpentras — Pôle Santé ⥋ Carpentras — Hippodrome ou Communauté d'Agglomération | Carpentras — Pôle Santé ⥋ Carpentras — Hippodrome ou Communauté d'Agglomération                     | Carpentras — Pôle Santé ⥋ Carpentras — Hippodrome ou Communauté d'Agglomération                     | Carpentras — Pôle Santé ⥋ Carpentras — Hippodrome ou Communauté d'Agglomération                     | Carpentras — Pôle Santé ⥋ Carpentras — Hippodrome ou Communauté d'Agglomération                     | Carpentras — Pôle Santé ⥋ Carpentras — Hippodrome ou Communauté d'Agglomération                     | Carpentras — Pôle Santé ⥋ Carpentras — Hippodrome ou Communauté d'Agglomération                     | Carpentras — Pôle Santé ⥋ Carpentras — Hippodrome ou Communauté d'Agglomération                     | Carpentras — Pôle Santé ⥋ Carpentras — Hippodrome ou Communauté d'Agglomération                     |
| C     | Ouverture / Fermeture 3 Janvier 2015 / — | Longueur —                                                                                          | Durée 20 à 25 min                                                                                   | Nb. d’arrêts 18 ou 27                                                                               | Matériel Standards Midibus                                                                          | Jours de fonctionnement L, Ma, Me, J, V, S                                                          | Jour / Soir / Nuit / Fêtes O / N / N / N                                                            | Voy. / an —                                                                                         | Exploitant Trans'Comtat                                                                             |
| C     | Desserte : - Villes et lieux desservis : Carpentras (Hôpital, Clinique du Mont Ventoux, Place Terradou, Gare de Carpentras, Cimetière, Complexe Sportif, CFA, Hippodrome, Saint-André, EHPAD, Communeauté d'Agglomération). - Gare et station desservies : Gare de Carpentras (Arrêt P.E.M)                                                                   | | | | | | | | |
| C     | Autre : - Amplitudes horaires : La ligne circule du lundi au dimanche de 6h30 à 19h05. - Particularités : A certains horaires, la ligne effectue son terminus à l'hippodrome de Carpentras. - Date de dernière mise à jour : 12 août 2019. | | | | | | | | |
| C     | Dernière actualisation : — | | | | | | | | |
| D     | Carpentras — Pôle Santé ⥋ Carpentras — Marché Gare | Carpentras — Pôle Santé ⥋ Carpentras — Marché Gare                                                  | Carpentras — Pôle Santé ⥋ Carpentras — Marché Gare                                                  | Carpentras — Pôle Santé ⥋ Carpentras — Marché Gare                                                  | Carpentras — Pôle Santé ⥋ Carpentras — Marché Gare                                                  | Carpentras — Pôle Santé ⥋ Carpentras — Marché Gare                                                  | Carpentras — Pôle Santé ⥋ Carpentras — Marché Gare                                                  | Carpentras — Pôle Santé ⥋ Carpentras — Marché Gare                                                  | Carpentras — Pôle Santé ⥋ Carpentras — Marché Gare                                                  |
| D     | Ouverture / Fermeture 3 Janvier 2015 / — | Longueur —                                                                                          | Durée 30 min                                                                                        | Nb. d’arrêts 22                                                                                     | Matériel Midibus Minibus                                                                            | Jours de fonctionnement L, Ma, Me, J, V, S                                                          | Jour / Soir / Nuit / Fêtes O / N / N / N                                                            | Voy. / an —                                                                                         | Exploitant Trans'Comtat                                                                             |
| D     | Desserte : - Villes et lieux desservis : Carpentras (Hôpital, Z.I Kennedy, Centre, Place Terradou, Gare de Carpentras, Cimetière, ECOPARC Vaucluse). - Gare et station desservies : Gare de Carpentras (Arrêt P.E.M) | | | | | | | | |
| D     | Autre : - Amplitudes horaires : La ligne circule du lundi au vendredi de 6h30 à 18h40 et le samedi de 8h00 à 17h30. - Particularités : - Date de dernière mise à jour : 12 août 2019. | | | | | | | | |
| D     | Dernière actualisation : — | | | | | | | | |
| E     | (Circulaire) Carpentras — Complexe Sportif ⥋ via Cimetière, Gare de Carpentras, Place Terradou, CFA | (Circulaire) Carpentras — Complexe Sportif ⥋ via Cimetière, Gare de Carpentras, Place Terradou, CFA | (Circulaire) Carpentras — Complexe Sportif ⥋ via Cimetière, Gare de Carpentras, Place Terradou, CFA | (Circulaire) Carpentras — Complexe Sportif ⥋ via Cimetière, Gare de Carpentras, Place Terradou, CFA | (Circulaire) Carpentras — Complexe Sportif ⥋ via Cimetière, Gare de Carpentras, Place Terradou, CFA | (Circulaire) Carpentras — Complexe Sportif ⥋ via Cimetière, Gare de Carpentras, Place Terradou, CFA | (Circulaire) Carpentras — Complexe Sportif ⥋ via Cimetière, Gare de Carpentras, Place Terradou, CFA | (Circulaire) Carpentras — Complexe Sportif ⥋ via Cimetière, Gare de Carpentras, Place Terradou, CFA | (Circulaire) Carpentras — Complexe Sportif ⥋ via Cimetière, Gare de Carpentras, Place Terradou, CFA |
| E     | Ouverture / Fermeture 3 Janvier 2015 / — | Longueur —                                                                                          | Durée 15 min                                                                                        | Nb. d’arrêts 7                                                                                      | Matériel Standards                                                                                  | Jours de fonctionnement L, Ma, Me, J, V, S, D                                                       | Jour / Soir / Nuit / Fêtes O / N / N / O                                                            | Voy. / an —                                                                                         | Exploitant Trans'Comtat                                                                             |
| E     | Desserte : - Villes et lieux desservis : Carpentras (Complexe Sportif, Cimetière, Pôle d'Echanges Carpentras, Place Terradou, Marché, CFA). - Gare et station desservies : Gare de Carpentras (Arrêt P.E.M) | | | | | | | | |
| E     | Autre : - Amplitudes horaires : La ligne circule du lundi au dimanche de 8h45 à 12h45. En période estivale, le service est allongé à 14h30. - Particularités : - Date de dernière mise à jour : 12 août 2019. | | | | | | | | |
| E     | Dernière actualisation : — | | | | | | | | |

### Lignes périurbaines
| Ligne | Caractéristiques | Caractéristiques                                                                     | Caractéristiques                                                                     | Caractéristiques                                                                     | Caractéristiques                                                                     | Caractéristiques                                                                     | Caractéristiques                                                                     | Caractéristiques                                                                     | Caractéristiques                                                                     |
| I     | Carpentras — Pôle d'Echanges ⥋ Sarrians — Place Aubanel | Carpentras — Pôle d'Echanges ⥋ Sarrians — Place Aubanel                              | Carpentras — Pôle d'Echanges ⥋ Sarrians — Place Aubanel                              | Carpentras — Pôle d'Echanges ⥋ Sarrians — Place Aubanel                              | Carpentras — Pôle d'Echanges ⥋ Sarrians — Place Aubanel                              | Carpentras — Pôle d'Echanges ⥋ Sarrians — Place Aubanel                              | Carpentras — Pôle d'Echanges ⥋ Sarrians — Place Aubanel                              | Carpentras — Pôle d'Echanges ⥋ Sarrians — Place Aubanel                              | Carpentras — Pôle d'Echanges ⥋ Sarrians — Place Aubanel                              |
| ----- | --- | ------------------------------------------------------------------------------------ | ------------------------------------------------------------------------------------ | ------------------------------------------------------------------------------------ | ------------------------------------------------------------------------------------ | ------------------------------------------------------------------------------------ | ------------------------------------------------------------------------------------ | ------------------------------------------------------------------------------------ | ------------------------------------------------------------------------------------ |
| I     | Ouverture / Fermeture 3 Janvier 2015 / — | Longueur —                                                                           | Durée 35 min                                                                         | Nb. d’arrêts 25                                                                      | Matériel Autocars                                                                    | Jours de fonctionnement L, Ma, Me, J, V, S                                           | Jour / Soir / Nuit / Fêtes O / N / N / N                                             | Voy. / an —                                                                          | Exploitant Trans'Comtat / Voyages Arnaud                                             |
| I     | Desserte : - Villes et lieux desservis : Carpentras (Pôle d'Echanges, Centre-Ville, Collège Raspail), Aubignan (Centre-Ville, Zone d'Activité), Sarrians (Sainte Croix, Centre-Ville). - Gare et station desservies : Gare de Carpentras (Arrêt P.E.M) |                                                                                      |                                                                                      |                                                                                      |                                                                                      |                                                                                      |                                                                                      |                                                                                      |                                                                                      |
| I     | Autre : - Amplitudes horaires : La ligne circule du lundi au vendredi de 7h00 à 18h15. - Particularités : Le samedi, la desserte Carpentras-Sarrians est reprise par la ligne 19 TransVaucluse. - Date de dernière mise à jour : 12 août 2019. |                                                                                      |                                                                                      |                                                                                      |                                                                                      |                                                                                      |                                                                                      |                                                                                      |                                                                                      |
| I     | Dernière actualisation : — |                                                                                      |                                                                                      |                                                                                      |                                                                                      |                                                                                      |                                                                                      |                                                                                      |                                                                                      |
| J     | Carpentras — Pôle d'Echanges ⥋ Gigondas — Centre | Carpentras — Pôle d'Echanges ⥋ Gigondas — Centre                                     | Carpentras — Pôle d'Echanges ⥋ Gigondas — Centre                                     | Carpentras — Pôle d'Echanges ⥋ Gigondas — Centre                                     | Carpentras — Pôle d'Echanges ⥋ Gigondas — Centre                                     | Carpentras — Pôle d'Echanges ⥋ Gigondas — Centre                                     | Carpentras — Pôle d'Echanges ⥋ Gigondas — Centre                                     | Carpentras — Pôle d'Echanges ⥋ Gigondas — Centre                                     | Carpentras — Pôle d'Echanges ⥋ Gigondas — Centre                                     |
| J     | Ouverture / Fermeture 3 Janvier 2015 / — | Longueur —                                                                           | Durée —                                                                              | Nb. d’arrêts —                                                                       | Matériel Autocars                                                                    | Jours de fonctionnement L, Ma, Me, J, V                                              | Jour / Soir / Nuit / Fêtes O / N / N / N                                             | Voy. / an —                                                                          | Exploitant Trans'Comtat / Voyages Arnaud                                             |
| J     | Desserte : - Villes et lieux desservis : Carpentras (Pôle d'Echanges, Centre-Ville, Collège Raspail), Aubignan (Baumajour, Zone Artisanale, Centre-Ville), Beaumes-de-Venise (Saint-Roch, Centre-Ville, Place du Marché, Saint-Véran), Lafare (Place de la Fontaine), La Roque-Alric (Village), Suzette (Table d'Orientation), Vacqueyras (Centre), Gigondas (Centre), Sablet (Stade, Mairie), Séguret (Village). - Gare et station desservies : Gare de Carpentras (Arrêt P.E.M) |                                                                                      |                                                                                      |                                                                                      |                                                                                      |                                                                                      |                                                                                      |                                                                                      |                                                                                      |
| J     | Autre : - Amplitudes horaires : La ligne circule du lundi au samedi de 6h35 à 19h45. - Particularités : Le village de Séguret n'est desservi qu'en semaine. Certaines courses sont effectuées par le service de transport à la demande. - Date de dernière mise à jour : 12 août 2019. |                                                                                      |                                                                                      |                                                                                      |                                                                                      |                                                                                      |                                                                                      |                                                                                      |                                                                                      |
| J     | Dernière actualisation : — |                                                                                      |                                                                                      |                                                                                      |                                                                                      |                                                                                      |                                                                                      |                                                                                      |                                                                                      |
| K     | Carpentras — Pôle d'Echanges ⥋ Malaucène — Palivettes | Carpentras — Pôle d'Echanges ⥋ Malaucène — Palivettes                                | Carpentras — Pôle d'Echanges ⥋ Malaucène — Palivettes                                | Carpentras — Pôle d'Echanges ⥋ Malaucène — Palivettes                                | Carpentras — Pôle d'Echanges ⥋ Malaucène — Palivettes                                | Carpentras — Pôle d'Echanges ⥋ Malaucène — Palivettes                                | Carpentras — Pôle d'Echanges ⥋ Malaucène — Palivettes                                | Carpentras — Pôle d'Echanges ⥋ Malaucène — Palivettes                                | Carpentras — Pôle d'Echanges ⥋ Malaucène — Palivettes                                |
| K     | Ouverture / Fermeture 3 Janvier 2015 / — | Longueur —                                                                           | Durée —                                                                              | Nb. d’arrêts —                                                                       | Matériel Autocars                                                                    | Jours de fonctionnement L, Ma, Me, J, V                                              | Jour / Soir / Nuit / Fêtes O / N / N / N                                             | Voy. / an —                                                                          | Exploitant Trans'Comtat / Voyages Arnaud                                             |
| K     | Desserte : - Villes et lieux desservis : Carpentras (Pôle d'Echanges, Centre-Ville, Hameau de Serres), Saint-Hippolyte-le-Graveyron (Mairie), Le Barroux (Le Barroux Haut, Le Barroux Bas), Malaucène (Eglise, Palivettes). - Gare et station desservies : Gare de Carpentras (Arrêt P.E.M) |                                                                                      |                                                                                      |                                                                                      |                                                                                      |                                                                                      |                                                                                      |                                                                                      |                                                                                      |
| K     | Autre : - Amplitudes horaires : La ligne circule du lundi au vendredi de 6h50 à 8h10 et de 16h10 à 17h15. - Particularités : Le samedi, la desserte Carpentras-Malaucène est reprise par la ligne 11 TransVaucluse. Ce même jour, un service de TAD existe entre Carpentras et Beaumont du Ventoux. - Date de dernière mise à jour : 12 août 2019. |                                                                                      |                                                                                      |                                                                                      |                                                                                      |                                                                                      |                                                                                      |                                                                                      |                                                                                      |
| K     | Dernière actualisation : — |                                                                                      |                                                                                      |                                                                                      |                                                                                      |                                                                                      |                                                                                      |                                                                                      |                                                                                      |
| L     | Carpentras — Pôle d'Echanges ⥋ Bédoin — Lavandes | Carpentras — Pôle d'Echanges ⥋ Bédoin — Lavandes                                     | Carpentras — Pôle d'Echanges ⥋ Bédoin — Lavandes                                     | Carpentras — Pôle d'Echanges ⥋ Bédoin — Lavandes                                     | Carpentras — Pôle d'Echanges ⥋ Bédoin — Lavandes                                     | Carpentras — Pôle d'Echanges ⥋ Bédoin — Lavandes                                     | Carpentras — Pôle d'Echanges ⥋ Bédoin — Lavandes                                     | Carpentras — Pôle d'Echanges ⥋ Bédoin — Lavandes                                     | Carpentras — Pôle d'Echanges ⥋ Bédoin — Lavandes                                     |
| L     | Ouverture / Fermeture 3 Janvier 2015 / — | Longueur —                                                                           | Durée —                                                                              | Nb. d’arrêts —                                                                       | Matériel Autocars                                                                    | Jours de fonctionnement L, Ma, Me, J, V, S                                           | Jour / Soir / Nuit / Fêtes O / N / N / N                                             | Voy. / an —                                                                          | Exploitant Trans'Comtat / Voyages Arnaud                                             |
| L     | Desserte : - Villes et lieux desservis : Carpentras (Pôle d’Échanges, Centre-Ville, Collège Raspail), - Gare et station desservies : Gare de Carpentras (Arrêt P.E.M) |                                                                                      |                                                                                      |                                                                                      |                                                                                      |                                                                                      |                                                                                      |                                                                                      |                                                                                      |
| L     | Autre : - Amplitudes horaires : - Particularités : - Date de dernière mise à jour : 12 août 2019. |                                                                                      |                                                                                      |                                                                                      |                                                                                      |                                                                                      |                                                                                      |                                                                                      |                                                                                      |
| L     | Dernière actualisation : — |                                                                                      |                                                                                      |                                                                                      |                                                                                      |                                                                                      |                                                                                      |                                                                                      |                                                                                      |
| M     | Carpentras — Pôle d'Echanges ⥋ Flassan — Centre | Carpentras — Pôle d'Echanges ⥋ Flassan — Centre                                      | Carpentras — Pôle d'Echanges ⥋ Flassan — Centre                                      | Carpentras — Pôle d'Echanges ⥋ Flassan — Centre                                      | Carpentras — Pôle d'Echanges ⥋ Flassan — Centre                                      | Carpentras — Pôle d'Echanges ⥋ Flassan — Centre                                      | Carpentras — Pôle d'Echanges ⥋ Flassan — Centre                                      | Carpentras — Pôle d'Echanges ⥋ Flassan — Centre                                      | Carpentras — Pôle d'Echanges ⥋ Flassan — Centre                                      |
| M     | Ouverture / Fermeture 3 Janvier 2015 / — | Longueur —                                                                           | Durée —                                                                              | Nb. d’arrêts —                                                                       | Matériel Autocars                                                                    | Jours de fonctionnement L, Ma, Me, J, V                                              | Jour / Soir / Nuit / Fêtes O / N / N / N                                             | Voy. / an —                                                                          | Exploitant Trans'Comtat / Voyages Arnaud                                             |
| M     | Desserte : - Villes et lieux desservis : Carpentras (Pôle d’Échanges, Centre-Ville), Mazan (Collège Malraux, Centre, Moulin du Vaisseau), Mormoiron (Pont), Flassan (Les Gaps, Centre). - Gare et station desservies : Gare de Carpentras (Arrêt P.E.M) |                                                                                      |                                                                                      |                                                                                      |                                                                                      |                                                                                      |                                                                                      |                                                                                      |                                                                                      |
| M     | Autre : - Amplitudes horaires : La ligne circule du lundi au vendredi de 7h05 à 8h03 et de 16h05 à 18h15. - Particularités : Le samedi, la desserte Carpentras-Mormoiron est reprise par la ligne 12 TransVaucluse. Ce même jour, un service de TAD existe entre Carpentras et Flassan. - Date de dernière mise à jour : 12 août 2019. |                                                                                      |                                                                                      |                                                                                      |                                                                                      |                                                                                      |                                                                                      |                                                                                      |                                                                                      |
| M     | Dernière actualisation : — |                                                                                      |                                                                                      |                                                                                      |                                                                                      |                                                                                      |                                                                                      |                                                                                      |                                                                                      |
| N     | Carpentras — Pôle d’Échanges ⥋ La Roque-sur-Pernes — La Riaille ou VenasqueBonnefont | Carpentras — Pôle d’Échanges ⥋ La Roque-sur-Pernes — La Riaille ou VenasqueBonnefont | Carpentras — Pôle d’Échanges ⥋ La Roque-sur-Pernes — La Riaille ou VenasqueBonnefont | Carpentras — Pôle d’Échanges ⥋ La Roque-sur-Pernes — La Riaille ou VenasqueBonnefont | Carpentras — Pôle d’Échanges ⥋ La Roque-sur-Pernes — La Riaille ou VenasqueBonnefont | Carpentras — Pôle d’Échanges ⥋ La Roque-sur-Pernes — La Riaille ou VenasqueBonnefont | Carpentras — Pôle d’Échanges ⥋ La Roque-sur-Pernes — La Riaille ou VenasqueBonnefont | Carpentras — Pôle d’Échanges ⥋ La Roque-sur-Pernes — La Riaille ou VenasqueBonnefont | Carpentras — Pôle d’Échanges ⥋ La Roque-sur-Pernes — La Riaille ou VenasqueBonnefont |
| N     | Ouverture / Fermeture 3 Janvier 2015 / — | Longueur —                                                                           | Durée —                                                                              | Nb. d’arrêts —                                                                       | Matériel Autocars                                                                    | Jours de fonctionnement L, Ma, Me, J, V, S                                           | Jour / Soir / Nuit / Fêtes O / N / N / N                                             | Voy. / an —                                                                          | Exploitant Trans'Comtat / Voyages Arnaud                                             |
| N     | Desserte : - Villes et lieux desservis : Carpentras (Pôle d’Échanges, Centre-Ville), - Gare et station desservies : Gare de Carpentras (Arrêt P.E.M) |                                                                                      |                                                                                      |                                                                                      |                                                                                      |                                                                                      |                                                                                      |                                                                                      |                                                                                      |
| N     | Autre : - Amplitudes horaires : - Particularités : Le samedi, un service de transport à la demande en milieu de journée. - Date de dernière mise à jour : 12 août 2019. |                                                                                      |                                                                                      |                                                                                      |                                                                                      |                                                                                      |                                                                                      |                                                                                      |                                                                                      |
| N     | Dernière actualisation : — |                                                                                      |                                                                                      |                                                                                      |                                                                                      |                                                                                      |                                                                                      |                                                                                      |                                                                                      |

## Parc de véhicules
En août 2024, le parc d'autobus du réseau Trans'CoVe est composé de 48 véhicules dont 5 bus standards, 11 midibus, 4 minibus et 18 autocars. Au sein de cette flotte, 8 bus fonctionnent à l'électrique, les autres véhicules sont équipés de moteurs Diesel.

### Bus standards
| Constructeur | Modèle               | Nombre | Numéros de parc | Période de mise en service       | Affectation | Observation |
| ------------ | -------------------- | ------ | --------------- | -------------------------------- | ----------- | ----------- |
| Iveco Bus    | Crossway LE City 10m | 5      | 804-807, 814    | Entre février 2015 et avril 2016 | A, B, C, E  | –           |

### Midibus
| Constructeur | Modèle        | Nombre | Numéros de parc | Période de mise en service | Affectation | Observation |
| ------------ | ------------- | ------ | --------------- | -------------------------- | ----------- | ----------- |
| Heuliez Bus  | GX 137        | 3      | 801-803         | Avril 2015                 | A, B, C, D  | –           |
| Heuliez Bus  | GX 137 L ELEC | 8      | 834-841         | Juin 2023                  | A, B, C, D  | –           |

### Minibus
| Constructeur  | Modèle           | Nombre | Numéros de parc | Période de mise en service      | Affectation | Observation |
| ------------- | ---------------- | ------ | --------------- | ------------------------------- | ----------- | ----------- |
| Iveco Bus     | Daily Line       | 2      | 832-833         | Entre janvier 2015 et mars 2015 | D           | –           |
| Iveco Bus     | Daily Pop        | 1      | 449             | Juillet 2008                    | D           | –           |
| Mercedes-Benz | Sprinter City 75 | 1      | 815             | Novembre 2019                   | D           | –           |

### Autocars
| Constructeur | Modèle       | Nombre | Numéros de parc                                     | Période de mise en service      | Affectation      | Observation |
| ------------ | ------------ | ------ | --------------------------------------------------- | ------------------------------- | ---------------- | ----------- |
| Iveco Bus    | Crossway Pop | 16     | 91-94, 471-472, 498-499, 502, 509-510, 638, 821-824 | Entre novembre 2014 à mars 2023 | I, J, K, L, M, N | –           |
| Otokar       | Navigo U     | 2      | 409, 514                                            | Entre août 2016 à août 2023     | I, J, K, L, M, N | –           |

### Dépôts
- Le dépôt de Trans'Comtat est situé dans la principauté, au 1415-585 Bd Pasteur, 84200 Carpentras
- Le dépôt de Voyages Arnaud est situé dans la principauté, au 318 All. du Mont Ventoux, 84210 Pernes-les-Fontaines